# Parafia Zesłania Ducha Świętego w Aleksandrowie Łódzkim
Parafia Zesłania Ducha Świętego w Aleksandrowie Łódzkim – parafia rzymskokatolicka w dekanacie aleksandrowskim archidiecezji łódzkiej. Erygowana 1 stycznia 1991 roku przez biskupa Władysława Ziółka, poprzez wydzielenie części obszaru miasta Aleksandrowa z parafii Świętych Archaniołów Rafała i Michała.

## Budowa kościoła
W 1993 roku rozpoczęto budowę kaplicy, która została poświęcona rok później przez abp. Władysława Ziółka. Z czasem jednak okazała się zbyt mała dla rozwijającej się parafii. W 2004 roku ozpoczęła się budowa kościoła parafialnego. 

## Dotychczasowi proboszczowie
- ks. prałat dr Norbert Rucki (1990–1992, jednocześnie proboszcz parafii Świętych Archaniołów Rafała i Michała w Aleksandrowie, który był inicjatorem powstania parafii Zesłania Ducha Świętego)
- ks. Jerzy Majda (1992–2002)[1]
- ks. Piotr Bratek (2002–2014)
- ks. Adam Janiszewski (od 4 października 2014)

## Zasięg parafii
Ulice: Rafała Bratoszewskiego, Romana Dmowskiego, Konstantynowska, Legionowa, Pabianicka, Józefa Piłsudskiego, Poselska, Senatorska, Tadeusza Sikorskiego (numery parzyste), Romanowska, Machulskiego. 

## Grupy parafialne
- Krąg Biblijny
- Asysta parafialna
- Żywa Róża
- Liturgiczna Służba Ołtarza
- Chór
- Zespół 7 Darów